# Nick Carle
Nicholas Alberto Carle (ur. 23 listopada 1981 w Sydney) – australijski piłkarz występujący na pozycji ofensywnego pomocnika.

## Kariera klubowa
Nick Carle jako junior występował w australijskich klubach Blacktown City i Sydney Olympic. W tym pierwszym wszedł w świat dorosłego futbolu w 1997 roku. W klubie z Sydney grał do 2002. Właśnie 2002 z Sydney Olympic wygrał rozgrywki National Soccer League. W trakcie sezonu 2002/2003 przeniósł się do francuskiego Troyes AC. W Troyes wystąpił w 10 spotkaniach i w trakcie sezonu 2003/2004 został przesunięty do czwartoligowych rezerw. W połowie 2003 roku powrócił do Australii do Marconi Stallions. W Marconi grał do 2005 roku.
W 2005 roku przeniósł się do Newcastle Jets występującym w nowo utworzonej A-League. W 2007 roku ponownie wyemigrował do Europy do tureckiego Gençlerbirliği SK. W klubie ze stolicy Turcji występował przez pół roku, po czym przeniósł się w trakcie sezonu 2007/2008 do angielskiego drugoligowego Bristol City. Przed sezonem 2008/2009 przeniósł do innego klubu występującego w The Championship Crystal Palace F.C..

## Kariera reprezentacyjna
Nick Carle zadebiutował w reprezentacji 18 lutego 2004 w zremisowanym 1-1 towarzyskim meczu z Wenezuelą w Caracas. Na następne występy w reprezentacji Carle musiał czekać do 2007 roku. Właśnie w tym roku uczestniczył w Pucharze Azji 2007. Na tym turnieju wystąpił w tylko w meczu ćwierćfinałowym z Japonią. W 2009 roku uczestniczył w eliminacjach Mistrzostw Świata 2010. Ogółem od 2004 roku wystąpił w 12 spotkaniach reprezentacji Australii.